# Sapphire Pool
Sapphire Pool (letterlijk Saffierpoel) is een hete bron in Yellowstone National Park.

## Geschiedenis
Voor de Hebgen Lake-aardbeving op 17 augustus 1959 was Sapphire Pool een hete bron, met zo nu en dan wat geiseractiviteit. Tijdens een periode van geiseractiviteit waren de uitbarsting ongeveer 0,3 tot 1,2 meter hoog.
Na de Hebgen Lake-aardbeving barstte de hete bron uit met hoogtes die rond de 45 tot 61 meter waren. De tijd tussen twee uitbarstingen was ongeveer 2 uur. Na verloop van tijd namen de uitbarsting in kracht af en de tijd tussen twee uitbarstingen werd langer. Rond 1964 waren er geen uitbarstingen meer en in 1968 werd het niet meer beschouwd als een echte geiser.
In 1991 werd Sapphire Pool weer voor een korte periode actief.
Op dit moment is het een hete bron, zoals het was voor de aardbeving. Soms zijn er nog periodes waarin er geiseractiviteit is.

## Trivia
- Voordat Sapphire Pool uitbarstte tussen 1959 en 1964, waren er rondom de randen van de bron stukken geiseriet te vinden die, volgens bezoekers, leken op koekjes. Hier komt ook de naam Biscuit Basin vandaan.[2]
  - Na de uitbarstingen waren de stukken geiseriet weggespoeld door de uitbarstingen.